# Merhamet
 (décembre 2020).
Si vous disposez d'ouvrages ou d'articles de référence ou si vous connaissez des sites web de qualité traitant du thème abordé ici, merci de compléter l'article en donnant les références utiles à sa vérifiabilité et en les liant à la section « Notes et références ».
Merhamet, (L'ombre du passé) est une telenovela turque, inspiré par le livre « Kahperengi » de Hande Altayli.
Elle raconte l’histoire de Narin, interprétée par l’actrice Özgü Namal qui partage le rôle principal avec l’acteur Ibrahim Çelikkol.
Elle sera diffusée à partir du 18 décembre 2020 au 3 mai 2021 et rediffusée du 18 février 2023 au 1er juillet 2023 sur Novelas TV.
La version originale est composée de 44 épisodes. La version française, quant à elle, compte 97 épisodes à la suite de découpages allonge la série par rapport à la version originale

## Résumé
Narin (Nadia en version française) vit une enfance difficile dans une famille pauvre, avec sa petite sœur, son grand frère, sa mère et son père alcoolique et violent. Elle tente de sortir de cet environnement grâce aux études. C’est une élève brillante et pleine d’ambition qui a pour rêve d’étudier à l’université d’Istanbul, ce qu'elle parvient à faire en surmontant les épreuves qui s’offrent à elle. Dès qu’elle se rend à Istanbul, le destin de Narin commence à lui sourire, elle se trouve un abri, puis un travail. Elle fait aussi la connaissance de Deniz, fille d’une famille aisée, dont elle devient inséparable. Le temps passe, les deux amies vivent sous le même toit.
Cependant, Deniz a une petite sœur possessive nommée Irmak qui vit en Suisse et qui revient à Istanbul avec un homme, assistant directeur général d’une banque internationale, nommé Firat. Or, Firat a été le premier amour de Narin. Il l'ignore cependant dans un premier temps quand ils se revoient. En fait, cette rencontre relance la flamme de leur amour passionnel.
Au fur et à mesure des années, Narin  avait délaissé toute son enfance dans son passé et n’avait plus repris contact avec sa famille. Elle connaissait seulement la nouvelle vie de son père qui s’était remarié avec une autre femme, mais ignorait que sa mère et son grand-frère étaient morts et que sa sœur Sadiye se trouvaient aussi à Istanbul. Or, cette dernière la recherche.
Sadiye s’était en réalité rendue à Istanbul pour retrouver Narin mais elle a fait de mauvaises rencontres qui ont bouleversé sa vie. Elle est devenue victime d’un réseau de prostitution et a vécu une histoire avec le fiancé de Deniz, la meilleure amie de Narin. Grâce à lui, les deux sœurs se sont retrouvées.
Firat a mis un terme à sa relation avec Irmak par amour pour Narin. Mais le passé de Narin va-t-il continuer à refaire surface ?

## Personnages
- Özgü Namal (VF : Nayeli Forest) : Nadia (Narin en VO) Yilmaz
- İbrahim Çelikkol (VF : Tangi Colombel) : Fırat Kazan
- Burçin Terzioğlu (VF : Soraya Daid) : Deniz Tunalı Karayel
- Mustafa Üstündağ (VF : Mickaël Lancri) : Sermet Babür Karayel
- Yasemin Allen (VF : Heloise Chettle) : Irma Tunalı
- Turgut Tunçalp (VF : Jean Georges) : Recep
- Ahmet Rıfat Şungar (VF : Julien Chettle) : Atıf Birsel
- Mehmet Ali Kaptanlar : Hikmet Kazan
- Kıvanç Kasabalı : Sinan
- Haldun Boysan (VF : Christophe Petit) : Necati
- Fırat Albayram (VF : Michel Barrio) : Can
- Mert Asutay (VF : Michael Rudy) : Erol
- Kosta Kortidis (VF : Jean Didier Aissy) : Erdoğan
- Ayşegül Cengiz Akman (VF : Karine Stengel) : Hatice
- Ceren Erginsoy (VF : Sandrine Benitez) : Ümmühan
- Erkan Kolçak Köstendil (VF : Emmanuel Martin) : Mehmet
- Dilara Aksüyek (VF : Noelle Bullrich) : Sadiye Yilmaz
- Bora Koçak (VF : Arnaud Lemoine) : Ali
- Bekir Çiçekdemir (VF : Guy Vercourt) : Ahmet
- Deniz Gürzumar :  Rıfat
- Seher Terzi : Nergis
- Elif Ceren Balıkçı (VF : Sophie Ostria) : Nadia (enfant)
- Ece Naz Mutluer (VF : Noelle Bullrich) : Şadiye (enfant)
- Burak Can Aras (VF : Thomas Merrenier) : Mehmet (enfant)
- Muzaffer Kuytu : Fırat (enfant)

## Diffusion
| Saison | Heures          | Épisodes | Saison 1          | Saison 1  | Saison 2     | Saison 2                  | Chaîne  |
| Saison | Heures          | Épisodes | Date              | Audiences | Date         | Audiences : Épisode final | Chaîne  |
| ------ | --------------- | -------- | ----------------- | --------- | ------------ | ------------------------- | ------- |
| 1      | Mercredi, 20:00 | 19       | 13 février 2013   | 5,65      | 19 juin 2013 | 3,65                      | Kanal D |
| 2      | Mercredi, 20:00 | 25       | 11 septembre 2013 | 3,35      | 12 mars 2014 | 4,48                      | Kanal D |

## Diffusion dans les autres pays
| Iran        | GEM TV           | 15 septembre 2013 | Marhamat (مرحمت)                   |
| Croatie     | Nova             | 26 novembre 2013  | Milost                             |
| Pakistan    | Urdu 1           | 16 avril 2014     | Bad Naseeb (بد نصیب)               |
| Bulgarie    | bTV              | 5 novembre 2014   | Милост (Mercy)                     |
| Serbie      | Prva             | 23 février 2015   | Milost                             |
| Monde arabe | MBC4 MBC Variety | 2015              | AlRahma Modabla (الحلقات - الرحمة) |
| États-Unis  | Pasiones TV      | 3 mai 2016        | Mercy                              |
| Porto Rico  | Wapa-TV          | 9 mai 2016        | Merhamet                           |
| Macédoine   | Sitel TV         | 15 juin 2016      | Милост (Mercy)                     |